# Caso Jorge Luiz Thais Martins
O Caso Jorge Luiz Thais Martins refere-se ao caso em que Jorge Luiz Thais Martins foi acusado de ter matado várias pessoas tendo, no entanto, depois sido inocentado. 
O caso aconteceu no Paraná em 2011. 
“Esse foi um grande erro policial, um grande erro de investigação. Ele foi massacrado e sofre com isso até hoje. O pai dele veio a falecer em decorrência de desgosto”, disse o advogado de defesa Luiz Fernando Delazari após a absolvição. 

## Os crimes
Entre agosto de 2010 e janeiro de 2011 na cidade de Curitiba, capital do estado do Paraná, uma série de assassinatos de dependentes químicos ocorreu. O caso veio a conhecimento público no dia 27 de janeiro de 2011 quando a Justiça paranaense emitiu uma ordem de prisão para o ex-comandante da Corpo de Bombeiros do Paraná, o Coronel Jorge Luiz Thais Martins, responsabilizando-o pelo ataque a quatorze vítimas, resultando no assassinato de nove pessoas. O caso ganhou repercussão nacional, tendo sido reportado no Jornal Nacional neste mesmo dia.
Investigações iniciais apontaram Martins como sendo o principal suspeito. A motivação seria uma vingança pela morte do seu filho, Jorge Guilherme Marinho Martins, assassinado na manhã do dia 22 de outubro de 2009 durante uma tentativa de assalto no bairro Boqueirão.  
Este caso foi à época comparado ao drama do filme Death Wish (Desejo de Matar), aonde o personagem vivido por Charles Bronson (Paul Kersey) vira um serial killer para vingar o assassinato de sua esposa e o estupro de sua única filha.

## Absolvição
Martins foi inocentado em 2016 e em novembro de 2019 a 3ª Câmara Cível do Tribunal de Justiça do Estado do Paraná (TJ-PR) condenou o Estado do Paraná ao pagamento de indenização de R$ 50.000,00 (cinquenta mil reais) em razão de ter sido injustamente preso e acusado, uma vez que cinco pessoas, todas policiais militares e ex-policiais, foram depois ligadas aos crimes.   

## Leia também
- Caso Evandro